# Dağsolaklısı, Keskin
Dağsolaklısı là một xã thuộc huyện Keskin, tỉnh Kırıkkale, Thổ Nhĩ Kỳ. Dân số thời điểm năm 2010 là 54 người.